# Tour dei British and Irish Lions 1968
I British and Irish Lions, selezione di Rugby Union delle Isole Britanniche si reca per un lungo Tour in Sudafrica.
Furono disputati 20 Match di cui 4 test match ufficiali il bilancio fu di 15 vittorie su 16 nei match non ufficiali e di 3 sconfitte ed un pareggio nei test match.
Capitano era l'Irlandese Tom Kiernan.

## Risultati
| 18 maggio 1968 | Western Transvaal | 12 – 20 | Isole Britanniche XV |  |

| 22 maggio 1968 | Western Province | 6 – 10 | Isole Britanniche XV |  |

| 25 maggio 1968 | South Western districts | 6 – 24 | Isole Britanniche XV |  |

| 29 maggio 1968 | Eastern Province | 14 – 23 | Isole Britanniche XV |  |

| Durban 1º giugno 1968 | Natal | 5 – 17 | Isole Britanniche XV |  |

| Salisbury 3 giugno 1968 | Rhodesia | 6 – 32 | Isole Britanniche XV |  |

| Arbitro: | M.Baise |

| |            | |
| mete: D. de Villiers du Preez, Naude trasf.: Visagie 2 c.p.: Naude 2, Visagie 2 | Marcatori  | mete: McBride trasf.: Kiernan c.p.: Kiernan 5 |
| 15 Rodney Gould 14 Jannie Engelbrecht, 11 Corra Dirksen 13 Syd Nomis, 12 Eben Olivier 10 Piet Visagie, 9 Dawie de Villiers (c) 8 Tommy Bedford, 7 Jan Ellis, 6 Piet Greyling 5 Tiny Naude, 4 Frik du Preez 3 Hannes Marais, 2 Gys Pitzer, 1 Mof Myburgh sostituti: Tiny Neethling, Don Walton H.O. de Villiers, Piet Uys | Formazioni | 15 Tom Kiernan (c) 14 Keith Savage, 11 Maurice Richards 13 Barry Bresnihan, 12 Jock Turner 10 Barry John, 9 Gareth Edwards 8 Bob Taylor, 7 Mick Doyle, 6 Rodger Arneil 5 Willie-John McBride, 4 Peter Stagg 3 John O'Shea, 2 Jeff Young, 1 Syd Millar sostituti: Mike Gibson, |

| 12 giugno 1968 | North West Cape | 5 – 25 | Isole Britanniche XV |  |

| Windhoek 15 giugno 1968 | South West Africa | 0 – 23 | Isole Britanniche XV |  |

| Johannesburg 18 giugno 1968 | Transvaal | 14 – 6 | Isole Britanniche XV | Ellis Park |

| Arbitro: | J. Schoeman |

| |            | |
| c.p.: Naude, Viasgie | Marcatori  | c.p.: Kiernan 2 |
| 15 Rodney Gould 14 Jannie Engelbrecht, 11 Corra Dirksen 13 Syd Nomis, 12 Eben Olivier 10 Piet Visagie, 9 Dawie de Villiers (c) 8 Tommy Bedford, 7 Jan Ellis, 6 Thys Lourens 5 Tiny Naude, 4 Frik du Preez 3 Hannes Marais, 2 Gys Pitzer, 1 Mof Myburgh sostituti: Tiny Neethling, Don Walton HO de Villiers, Piet Uys | Formazioni | 15 Tom Kiernan (c) 14 Keith Savage, 11 Sandy Hinshelwood 13 Barry Bresnihan, 12 Jock Turner 10 Mike Gibson, 9 Gareth Edwards 8 Jim Telfer, 7 Bob Taylor, 6 Rodger Arneil 5 Willie-John McBride, 4 Peter Larter 3 Tony Horton, 2 John Pullin, 1 Syd Millar |

| 29 giugno 1968 | Eastern Transvaal | 9 – 37 | Isole Britanniche XV |  |

| Pretoria 3 luglio 1968 | Northern Transvaal | 19 – 22 | Isole Britanniche XV | Lotfus Versfeld |

| 6 luglio 1968 | Griqualand West | 3 – 11 | Isole Britanniche XV |  |

| Wellington 8 luglio 1968 | Boland | 0 – 14 | Isole Britanniche XV |  |

| Arbitro: | M.Baise |

| |            | |
| mete: Lourens trasf.: Visagie c.p.: Naude, Visagie | Marcatori  | c.p.: Kiernan 2 |
| 15 Rodney Gould 14 Gertjie Brynard, 11 Syd Nomis 13 Mannetjie Roux, 12 Eben Olivier 10 Piet Visagie, 9 Dawie de Villiers (c) 8 Tommy Bedford, 7 Jan Ellis, 6 Thys Lourens 5 Tiny Naude, 4 Frik du Preez 3 Hannes Marais, 2 Gys Pitzer, 1 Mof Myburgh sostituti: Tiny Neethling, Don Walton HO de Villiers, Piet Uys | Formazioni | 15 Tom Kiernan (c) 14 Keith Savage, 11 Maurice Richards 13 Gerald Davies, 12 Jock Turner 10 Mike Gibson, 9 Roger Young 8 Jim Telfer, 7 Bob Taylor, 6 Rodger Arneil 5 Willie-John McBride, 4 Peter Stagg 3 Tony Horton, 2 John Pullin, 1 Mike Coulman sostituti: Delme Thomas, |

| 17 luglio 1968 | Border | 6 – 26 | Isole Britanniche XV |  |

| Bloemfontein 20 luglio 1968 | Orange Free State | 3 – 9 | Isole Britanniche XV |  |

| 22 luglio 1968 | North East Cape | 12 – 40 | Isole Britanniche XV |  |

| Arbitro: | Edwin Strasheim |

| |            | |
| mete: Ellis, Nomis Olivier, Roux trasf.: Visagie 2 Drop: Gould | Marcatori  | c.p.: Kiernan 2 |
| 15 Rodney Gould 14 Gertjie Brynard, 11 Syd Nomis 13 Mannetjie Roux, 12 Eben Olivier 10 Piet Visagie, 9 Dawie de Villiers (c) 8 Tommy Bedford, 7 Jan Ellis, 6 Thys Lourens 5 Tiny Naude, 4 Frik du Preez 3 Hannes Marais, 2 Gys Pitzer, 1 Tiny Neethling sostituti: Mof Myburgh, Don Walton Jannie Barnard, Piet Uys | Formazioni | 15 Tom Kiernan (c) 14 Keith Savage, 11 Maurice Richards 13 Jock Turner, 12 Barry Bresnihan 10 Mike Gibson, 9 Gordon Connell 8 Jim Telfer, 7 Bob Taylor, 6 Rodger Arneil 5 Willie-John McBride, 4 Peter Stagg 3 Tony Horton, 2 John Pullin, 1 Delme Thomas |